# 張敬仁
張敬仁（英文名：Kendy Cheung，1987年1月12日—），香港女演員，中學就讀德望學校，大學時移居美國，獲得獎學金並畢業於威斯康星大學麥迪遜分校會計及金融系，曾於芝加哥Robert W. Baird任職投資銀行分析員。2019年成為電影公司「東方影業」旗下天星演藝有限公司（Starlit Artiste Management）之藝人。

## 入行經過
張敬仁曾獲選2013年全美華埠小姐第三公主，同年回港參選2013年香港小姐。
在2013年度香港小姐競選準決賽中，張敬仁以35,808票，與陳凱琳、劉溫馨成為觀眾投票最高三甲，順利晉出總決賽。總決賽前夕狀態十足，被視為次熱之選，最終成績以8.15％排行第六名。參選後放棄簽約無綫電視，以自由身發展。

## 拍攝工作
入行後，張敬仁參與多部電影、電視劇及廣告拍攝。
2017年與有「民間港姐」之稱的吳海昕於ViuTV《賤民20》上演床上激吻，當時被網民熱烈討論，被稱為「暗黑系sheshe」。
2019年參與ViuTV《詭探前傳》拍攝，飾演第七行動組探員方彤，為John Carter（郭偉亮飾）之助手。

## 演出作品

### 電影
- 2016年：《暗色天堂》 飾 [7]
- 2019年：《Go Back To China》 飾 Lulu
- 2020年：《家有囍事2020》 飾 女侍應
- 2021年：《G風暴》 飾 炸彈少女[8]
- 2022年：《焚身》

### 微電影
- 2015年：《後來...後來》 (第5屆北京國際微電影節優秀作品) 飾 女主角成人版
- 2016年：微電影《思覺危情》飾 女主角晴晴

### 電視劇
- 2017年：ViuTV《賤民20》 - 飾 Leslie
- 2018年：網絡劇《PTU機動部隊》 - 飾 琦琦
- 2019年：ViuTV《詭探前傳》 - 飾 方彤
- 2020年：ViuTV《熟女強人》 - 飾 鄒靜之女病人
- 2022年：ViuTV《冥冥之中》 - 飾 家希
- 2022年：ViuTV《反起跑線聯盟》 - 飾 Miss Cheung
- 2024年：ViuTV《反起跑線聯盟2》 - 飾 Miss Cheung

### 電視節目
- 2013年（無綫電視翡翠台和高清翡翠台）：
  - 8月19日：香港小姐競選漫遊世界《巴黎篇》
  - 8月25日：2013年度香港小姐競選準決賽
  - 8月26日：今日VIP《香港小姐決賽佳麗訪問》
  - 9月1日：2013年度香港小姐競選決賽
- 2017年 無綫電視翡翠台：4月16日：《文化廣場》 - 音樂劇場《那一年，我們沒有了廣東歌》
- 2018年 無綫電視J2：《兄弟幫》 第2062, 2063集 - 「蓉姐」說的親情故事
- 2020年 香港開電視：《甜到入心》節目主持
- 2020年 ViuTV：《有酒今晚吹》第98集

### 舞台劇
- 2017年：音樂劇場《那一年，我們沒有了廣東歌》飾 女主角慧慧
- 2018年：《蓉姐做的湯圓》飾 美蓮

### 電台節目
- 2014年：商業電台《靜默的革命》專訪
- 2017年：香港電台 《新文化運動》 - 音樂劇場《那一年，我們沒有了廣東歌》
- 2017年：香港電台 《新星道》專訪
- 2018年：新城知訊台 《娛樂HotPot》 專訪
- 2020年：新城知訊台 《全民必buy》 專訪
- 2022年：新城知訊台 《Bilibala開大喇叭》 專訪

## 廣告工作
- 2015年：
  - MoltoBene[9] Honeycé[10] 洗髮護髮系列代言

- 2017年：
  - Bid N Eat 代言

- 2018年：
  - Mizuoasis 覓水之庭面膜代言

## 外部連結
- 張敬仁的新浪微博
- 張敬仁的Facebook專頁
- 張敬仁的Instagram帳戶
- 張敬仁在香港影庫上的簡介